# National Stock Exchange of Australia
Der National Stock Exchange of Australia (NSX) ist eine Börse mit Sitz in Sydney, Australien. Er ging aus dem 1937 gegründeten Newcastle Stock Exchange hervor. Es gehört und wird von NSX Limited betrieben, die am 13. Januar 2005 an der australischen Wertpapierbörse notiert ist. Am 20. Dezember 2006 beantragte die Newcastle Stock Exchange formell die Genehmigung einer Namensänderung in National Stock Exchange of Australia und wird immer noch unter dem Akronym "NSX" gehandelt. Der NSX listet verschiedene Unternehmen in Australien und Übersee auf, die die Anforderungen der Kotierungsregeln erfüllen. Der Handel erfolgt vollständig elektronisch basierend auf Zeit- und Preispriorität unter Verwendung von NETS (dem elektronischen Handelssystem NSX), das auf der NASDAQ OMX X-Stream-Handelsplattform basiert. Die Abwicklung von Wertpapieren erfolgt elektronisch und auf T + 2-Basis unter Verwendung des CHESS-Systems der ASX Settlement and Transfer Corporation ("ASTC").